# Мостище (Смолевицький район, Заболотська сільська рада)
Мостище (біл. вёска Масцішча) — село в складі Смолевицького району Мінської області, Білорусь. Село підпорядковане Заболотській сільській раді, розташоване в центральній частині області.